# Lago di Marruchetone
Il lago di Marruchetone è un piccolo lago della provincia di Grosseto, in Toscana. Costituisce un biotopo di rilevante interesse ambientale.

## Territorio
Come il biotopo dei Lagaccioli, il laghetto del Marruchetone fa parte dei piccoli bacini naturali dell'agro capalbiese, nella parte sud-occidentale della provincia di Grosseto. Il laghetto è situato circa 7 km a nordovest di Capalbio, in un'area boschiva attraversata dalla strada Marsiliana-Capalbio, a circa 30 m di altitudine.
Nonostante la modestissima superficie, questo laghetto di origine naturale rappresenta un piccolo scrigno di emergenze botaniche e si pone come uno dei biotopi più interessanti per la conservazione della flora igrofila toscana. Sono infatti presenti stazioni di piante acquatiche di interesse fitogeografico sempre più rare a causa della scomparsa degli ambienti umidi.
In particolare si annoverano Myriophyllum alterniflorum, Beckmannia eruciformis, Potamogeton trichoides, Elatine alsinastrum, Cardamine parviflora e Oenanthe fistulosa; se confermate, si aggiungono Utricularia minor e U. australis. 
Per tutte queste specie il biotopo del Marruchetone rappresenta una delle pochissime stazioni ad oggi esistenti in Toscana.
Nel sito sono compresi aspetti dell'habitat prioritario (Direttiva 97/62/CE) “stagni temporanei mediterranei” (classe Isoeto-Nanonjuncetea).
Di rilevante interesse è anche il bosco a Quercus frainetto e Q. cerris attorno al lago.
L'area rientra nel SIR 130 “Lago Acquato, Lago di San Floriano”, di 208,3 ettari, e nel pSIC e ZPS omonimi (cod. pSIC-ZPS: IT51A0030); non sono presenti aree protette ai sensi della L 394/91 e LRT 49/95.

## Geomorfologia
Il piccolo specchio lacustre, esteso su meno di 1 ettaro, giace nell'ampia depressione valliva posta fra il Poggio Forane (293 m) e il Poggio Canaglia (232 m), due dei maggiori rilievi dell'agro capalbiese. Si ritiene che la sua origine sia legata ai fenomeni carsici che si manifestano frequentemente nella zona di Capalbio. Essa è probabilmente avvenuta in tempi relativamente recenti, forse fra il 1950 e 1960, e si è realizzata per il crollo della volta di una cavità sotterranea riempitasi di acqua nel giro di uno o pochi giorni.
La profondità del laghetto è limitata, ma non sono noti episodi di totale prosciugamento; le acque sono oligotrofiche, scure, poco ossigenate e soggette ad un certo riscaldamento estivo.
Climaticamente il biotopo, posto a circa 30 m di altitudine, ricade nell'ambito mediterraneo, con una temperatura media annua di circa 15 °C e precipitazioni attorno a 790 mm annui. La morfologia pianeggiante, la discreta disponibilità idrica del suolo e l'assenza di affioramenti rocciosi favorisce lo sviluppo di boschi termofili a dominanza di latifoglie decidue.

## Flora
Il laghetto giace in un'area boschiva fortemente antropizzata ma caratterizzata dall'abbondante presenza del farnetto (Quercus frainetto), specie quercina che trova nell'agro capalbiese la sua massima diffusione toscana. Il farnetto è associato al cerro nella costituzione del piano dominante del bosco. Il sottobosco è fortemente disturbato dalla presenza di bestiame bovino e da interventi antropici che impediscono la naturale stratificazione tipica dei querceti. Tuttavia è presente un contingente di specie acidofile che caratterizza l'associazione Pulicario odorae - Quercetum frainetti, descritto proprio per il territorio di Capalbio. 
Il lago è bordato da una cintura di vegetazione igrofila sviluppata su una sottile fascia di terreno morboso periodicamente sommerso e mai soggetto a prosciugamento. Ivi sono insediate fitocenosi a giunchi e scirpi (Juncus effusus, J. articulatus, J. bufonius, J. subnodulosus, Scirpoides holoschoenus, Bolboschoenus maritimus), cui si aggiungono carici (Carex otrubae, C. remota), graminacee come Glyceria fluitans e Beckmannia eruciformis, e la lamiacea Lycopus europaeus.
Bisogna osservare che in taluni punti il passaggio del bestiame ha determinato una certa degradazione di questa cintura di vegetazione igrofila.
Nell'acqua sono presenti cospicue fitocenosi di idrofite radicanti fra cui domina Myriophyllum alterniflorum, e più limitatamente, Callitriche obtusangula, Potamogeton trichoides e Elatine alsinastrum. Sono inoltre segnalati cospicui aggruppamenti di Utricularia australis, che tuttavia non sono stati osservati in tempi recenti.
Alla fine dell'inverno si formano nei dintorni del laghetto numerose pozzette e microdepressioni umide stagionali in cui si vanno a collocare piccole piantine igrofile annuali amanti dei terreni sabbioso-fangosi e poveri di carbonati di calcio. Ivi si trovano gli isoeti (Isoetes duriei e I. hystrix), Lythrum portula, Isolepis cernua e alcuni giunchi (J. bufonius, J. capitatus, ecc.), che caratterizzano un tipo di habitat considerato prioritario a livello europeo (Isoeto nanonjuncetea).
Nelle acque del laghetto e lungo le sue sponde vivono specie di grande interesse fitogeografico ed importanza conservazionistica a livello nazionale. 
Spicca la presenza di Myriophyllum alterniflorum, un'idrofita radicante della famiglia Haloragaceae dotata di foglie sommerse e di piccoli fiori emergenti dalle acque su esili scapi, caratteristica di acque stagnanti oligotrofe. Essa appare nella lista rossa delle specie vulnerabili a livello nazionale e in Toscana.
Altre specie rare sono Beckmannia eruciformis, una graminacea igrofila eurosiberiana dalle tipiche spighette allungate, ed Elatine alsinastrum, una pianta acquatica con foglie opposte emergenti dalle acque e fiori poco appariscenti. Sono inoltre segnalate, ma non osservate di recente, altre piante notevoli e censite nelle liste rosse di molte regioni italiane, come Damasonium alisma e due specie del genere Utricularia (U. minor e U. australis). Queste ultime sono singolari idrofite natanti della famiglia Lentibulariaceae, che possiedono foglie sommerse con piccole vescicole adattate per la cattura degli insetti (piante carnivore).
Altre piante acquatiche o igrofile rilevanti, accertate per il biotopo, sono Potamogeton trichoides, Oenanthe fistulosa (specie considerata vulnerabile in Toscana), Cardamine parviflora, Veronica scutellata, Crypsis schoenoides e Lythrum portula.
Infine si aggiungono diverse altre piante di ambienti umidi ma più diffuse come Galium palustre, Eleocharis palustris, Isolepis cernua, Gratiola officinalis, Glyceria fluitans, Oenanthe pimpinelloides, Lythrum hissopifolia, Carex remota, Ranunculus ophioglossifolius, Menta aquatica, Lycopus europaeus ed altre. Infine si menziona la presenza della lenticchia d'acqua (Lemna minor), un'idrofita natante di minuscole dimensioni e di Isoetes duriei, una singolare pteridofita “a ciuffetto” che compare verso la fine dell'inverno nelle pozzette temporanee nel bosco attorno al laghetto.